# Kryptopterus piperatus
Kryptopterus piperatus är en fiskart som beskrevs av Ng, Wirjoatmodjo och Renny Hadiaty 2004. Kryptopterus piperatus ingår i släktet Kryptopterus och familjen malfiskar. Inga underarter finns listade i Catalogue of Life.